# Teleférico de Durango
El Teleférico de Durango es un teleférico ubicado en el centro histórico de la Ciudad de Durango, este comunica el Cerro del Calvario con el mirador del Cerro de Los Remedios, tiene una capacidad de transportar a cinco mil personas al día en un recorrido de 750 metros a una altura de 82 metros, tuvo un costo de 90 millones de pesos y fue inaugurado el 6 de noviembre de 2010.